# August Göttinger
Augustin Göttinger (20. srpna 1806 Radíkov – 6. února 1849 Brno) byl česko-německý lékař, chirurg a porodník brněnské městské nemocnice u svaté Anny, kde působil až do své předčasné smrti na nákazu tyfem[nepřesný odkaz]. 4. února 1847 provedl jakožto chirurg vůbec první operaci pod éterovou anestezií v českých zemích, při které byla úspěšně odoperována nádenice Anna Dlouhá, ještě před vznikem anesteziologie jakožto oboru. O několik dnů tak předstihl pražského chirurga Celestýna Opitze, který operaci provedl 7. února téhož roku v Praze.

## Život

### Mládí a praxe
Narodil se v Radíkově do rodiny myslivce Františka Göttingera a jeho manželky Anny, rozené Miškové. Po absolvování základního a středního vzdělání absolvoval lékařskou fakultu. Od roku 1838 pracoval v brněnské nemocnici svaté Anny v Brně. V dalším studiu byl podpořen stipendiem, po získání dalšího vzdělání začal v nemocnici pracovat jako chirurg. 

V roce 1839 se v Hranicích oženil s Aloisií Pulkovou (1816–1891). Dvě z jejich čtyř dětí zemřely brzy po narození. Přeživší synové August (1844–1908) a Alois (1846–1912) šli v otcových šlépějích a stali se lékaři.

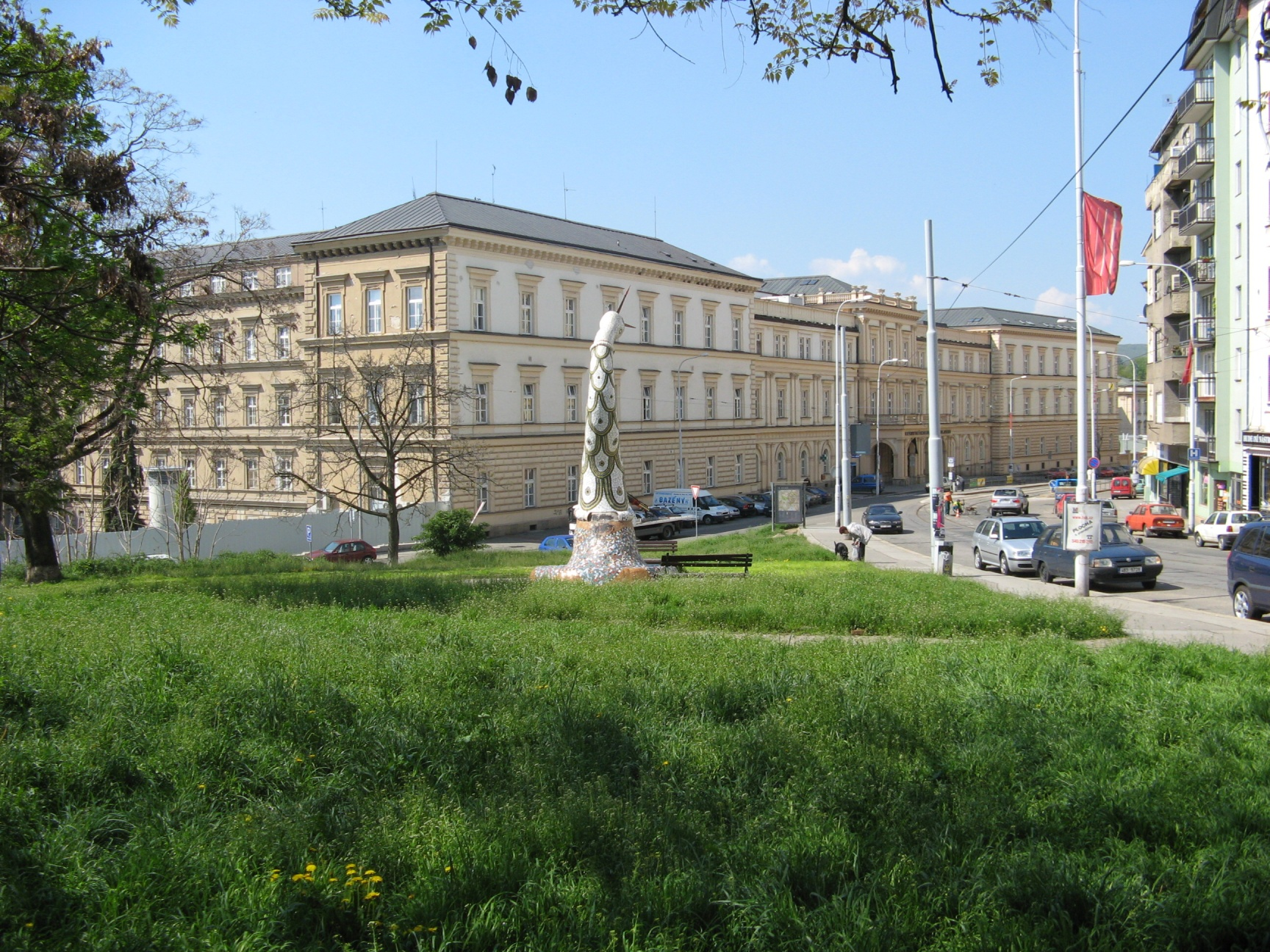
Nemocnice U svaté Anny v Brně, Göttingerovo působiště

### První operace pod anestezií
4. února 1847 provedl Göttinger za asistence ředitele nemocnice Med. Dr. Antona Kroczaka a prvního fyzika města Brna Med. Dr. Antona Klehse a několika dalších lékařů vůbec první operaci pod éterovou anestézií pacienta v historii českých zemí. Pacientce Anně Dlouhé, nádenici z Brna, byla amputována paže. Vůbec první veřejnou demonstraci operace pod úplnou anestézí přitom provedl americký lékař William Morton teprve 16. října 1846 v Bostonu, kdy byl pacientovi odstraněn nádor, kterážto pozitivní zpráva brněnské lékaře k vyzkoušení metody vybídla (o události prokazatelně informovaly např. Vídeňské noviny).
Uvádí se, že Göttinger byl schopen končetinu oddělit během pouhých tří minut. Pacientka po probuzení potvrdila, že při operaci nic necítila. O pouhé tři dny později proběhla úspěšná operace pod anestézií, kterou provedl lékař a řádový bratr Celestýn Opitz v nemocnici Milosrdných bratří v Praze. Ještě téhož roku provedli operace pod anestézií také lékaři Josef Cyril Heller a chirurg Franz Hauser v Olomouci.

### Úmrtí
Augustin Göttinger zemřel 6. února 1849 v brněnské nemocnici ve věku 42 let během tyfové nákazy. Nemocí se patrně nakazil při léčbě tyfově nakažených pacientů.